# Royal Flying Corps

Vlajka užívaná Royal Flying Corps

Royal Flying Corps (RFC) byly britské vojenské vzdušné síly krátce před 1. světovou válkou a během ní. Tato vojenská organizace byla založena 13. května 1912 a její činnost byla ukončena 1. dubna 1918 sloučením se složkami Royal Naval Air Service v britské vojenské letectvo Royal Air Force.

## Historie
V květnu roku 1890 byla v britské armádě zřízena balónová jednotka pod velením královských ženistů.
Podle rozkazu z 28. února 1911 se s platností od 1. dubna vyčlenil z jednotek Královských ženistů prapor pro vzdušné operace – Air Battalion Royal Engineers. Koncem tohoto roku měl prapor 1 vzducholoď, 12 balónů s posádkou, 36 dvouplošníků – stíhacích letadel. U jednotky bylo 14 důstojníků a 150 vojáků nižších hodností. RFC podle královského výnosu z 13. května 1912 převzala prapor i balónovou letku.
Royal Flying Corps původně vznikl jako sbor podřízený společně armádě i námořnictvu, rozdělený na armádní (Army Wing) a námořní (Navy Wing) křídlo, ale Admiralita nebyla spokojena s tím, co považovala za podceňování specifických potřeb námořnictva ze strany RFC, a k 1. červenci 1914 vyňala námořní letecké jednotky ze svazku Royal Flying Corps a založila samostatnou námořní leteckou službu Royal Naval Air Service (RNAS). Společná letecká škola však byla zachována.
Mottem RFC bylo Per ardua ad Astra neboli Přes nepřízeň osudu ke hvězdám popř. Přes překážky ke hvězdám.
První tragická nehoda u jednotek RFC se stala 5. července 1912 blízko Stonehenge na Salisburské pláni. O život při ní přišli příslušníci 3. perutě pilot kapitán Eustace B. Loraine a pozorovatel štábní seržant R. H. V. Wilson. Toho dne vydaný rozkaz „Létání dnes pokračuje podle plánu“ (Flying will continue this evening as usual) se stal legendou.

## První světová válka
K první ztrátě v průběhu války došlo už 12. srpna 1914, předtím než se jednotky dostaly na frontu do Francie. Poručík Robert R. Skene a mechanik Ray Barlow se s přetíženým letadlem zřítili poblíž Doveru na cestě na „rendezvous“ s dalšími stroji letícími do Francie. Skene byl zkušený pilot, první Angličan, který s letadlem provedl přemet. Zbývajících 60 letadel provedlo první masový přelet kanálu La Manche.
První bojovou misí byl průzkumný let dvou letounů 19. srpna. Let však nebyl příliš úspěšný. V souladu s rozkazem šetřit zatížení letadel letěli místo dvoučlenné posádky pilot-pozorovatel pouze piloti a v nepříznivém počasí jen jeden z nich splnil úkol.
Na západní frontě prováděla 1. peruť RFC průzkum pomocí lidmi řízených balónů. V první polovině války francouzské letectvo počtem převyšovalo britské a neslo také hlavní tíhu bojů. Nehledě na primitivní konstrukci letadel vedl velitel generál Hugh Trenchard RFC do mnoha hrdinných bojů. To se také odrazilo i na vysokých ztrátách v roce 1916, počty se později ještě dále zvyšovaly. Ztráty způsobovalo i to, že při tvrdším přistání se u zastaralých letounů s tlačnou vrtulí motor vytrhl ze zavěšení a pilota sedícího před ním prostě přimáčkl.[zdroj?]
Prvního vítězství dosáhli o týden později 25. srpna poručíci C. W. Wilson a C. E. C. Rabagliati, když přinutili k přistání německý letoun Rumpler Taube, který se přiblížil k jejich letišti, právě když tankovali palivo do svého letounu Avro 504. Poblíž německého stroje přistálo jiné britské letadlo a jeho pozorovatel zahnal německého pilota do blízkého lesa.
Na začátku války byla britská letadla na křídlech označena vlajkou známou jako Union Jack. Spojenecké pozemní jednotky však letadla ostřelovaly v domnění, že jde o letadla německá. Vojáci si totiž pletli Kříž svatého Jiří na britské vlajce s podobným železným křížem na německých letadlech. Kvůli tomu se velení rozhodlo převzít dobře známé kruhové výsostné znaky francouzských letadel s obráceným pořadím barev.
Jedním z hlavních úkolů letadel bylo sledování a navádění dělostřelecké palby. Dosah a přesnost palby se ze vzduchu dala lehce pozorovat, avšak vyvstal problém s komunikací mezi pilotem a dělostřeleckou baterií při korekcích směru a vzdálenosti palby. Standardním postupem bylo, že pilot napsal krátkou zprávu na papír a ten v pouzdře shodil pozemním jednotkám.
RFC experimentovalo i s použitím rádiových vysílačů. Ty však byly v té době tak velké a těžké, že zabíraly místo pro pozorovatele-střelce. To znamenalo, že pilot měl na starosti řízení letadla, pozorování dopadu dělostřeleckých granátů a nahlášení výsledků pomocí znaků Morseovy abecedy rádiem. Navíc rádio v letadle nebylo vybaveno na příjem a tak pilot nemohl dostat žádné instrukce nebo otázky ze země.
Méně obvyklými misemi byla doprava špiónů za nepřátelské linie. První takový let se uskutečnil 13. září 1915 ráno a ještě skončil nezdarem. Letadlo havarovalo a pilot i s agentem byli těžce zraněni a zajati. (Za dva roky však pilot – kapitán T.W. Mulcahy-Morgan – z německého zajetí utekl a vrátil se do Anglie.) V souvislosti s těmito úkoly bylo také RFC zodpovědné za vybavení špiónů poštovními holuby pro dopravu zpráv zpět. Tento i jiné neobvyklé úkoly měla v každém wingu od roku 1916 na starosti Letka zvláštních služeb.
Kapitán Clive Collett se 13. ledna 1917 stal prvním britským vojákem, který úspěšně použil padák z letadla těžšího vzduchu.
Úspěšný seskok z výšky 180 metrů však nepřesvědčil velení o užitečnosti vybavení všech pilotů padákem. Mělo se za to, že padák by mohl svádět pilota v ohrožení k opuštění letadla, místo aby pokračoval v boji. To se změnilo až 16. září 1918, kdy byl vydán rozkaz o vybavení všech jednomístných letounů padákem.
Mnoho pozdějších pilotů vstoupilo do RFC původně ve funkcích pozorovatelů, stejně jako tomu bylo u německého letectva. Až do roku 1917 formálně neexistoval žádný zvláštní výcvik a mnoho nováčků bylo na svoji první misi vysláno jen po krátkém seznámení s letadlem, které prováděl pilot.
Jakmile se však pozorovatel osvědčil, měl polovinu vytouženého pilotního průkazu „v kapse“.
Tato výsada už mu nemohla být bezdůvodně odebrána a vedla také k povýšení.
Původně měl pozorovatel na starosti velení v letadle, pilot se věnoval „jen“ řízení.
To se však v boji ukázalo jako nepraktické. Pozorovatelé byli většinou cvičeni i k nouzovému navedení letadla na přistání v případě zranění nebo smrti pilota. Zkušení pozorovatelé byli často vybíráni do pilotních kurzů.
Během války obdrželo 11 vojáků Viktoriin kříž. Zpočátku velení RFC příliš nevěřilo ve využití publicity spojené s leteckými souboji a nově vzniklým označením „letecké eso“, ale na nátlak veřejného mínění a požadavků vydavatelů novin tento svůj přístup změnilo.
Před bitvou na Sommě v roce 1916 mělo letectvo 421 letadel a čtrnáct balónových perutí, se čtyřmi perutěmi vybavenými malými bezpilotními balóny. Vytvořily se z nich čtyři brigády, podporující čtyři britské pozemní armády.
V britském letectvu sloužili také vojáci ze zemí celého impéria, z Kanady, Jižní Afriky a Austrálie. Před vstupem USA do války zde dobrovolně bojovalo i několik amerických pilotů.

## Výcvik
V roce 1917 se vlády USA, Británie a Kanady dohodly na společném výcviku pilotů a posádek. Mezi dubnem 1917 a lednem 1919 se na základně v kanadském Bordenu v Ontariu cvičilo v létání, bezdrátové komunikaci, střelbě a fotografování 1 812 kanadských pilotů a 72 amerických. Výcvik probíhal i na jiných místech v provincii Ontario.
Během zimy 1917/1918 cvičili instruktoři RFC společně s jednotkami „Signal Corps“ americké armády (celkem okolo 6 000 mužů) na třech letištích výcvikového střediska Taliaferro Camp blízko města Fort Worth v Texasu. 1 700 pilotů tu během šesti měsíců nalétalo téměř 67 000 letových hodin na letadlech Curtiss JN4. Dalších 69 důstojníků a 4 150 vojáků se cvičilo v úkolech pozemních jednotek. Cvičení bylo náročné a tak zde v jeho průběhu zahynulo 39 důstojníků a kadetů. Jedenáct z nich je pohřbeno na místním vojenském hřbitově, kde je jim věnován i pomník.

## Letadla
RFC a RNAS používala během války tyto letouny:
- Airco D.H.2, D.H.4, D.H.5 a D.H.9
- Armstrong Whitworth F.K.3
- Avro 504
- Bristol F.2 Fighter
- Handley Page O/100
- Handley Page O/400
- Martinsyde G.100
- Morane-Saulnier N
- Nieuport 17, Nieuport 23 a Nieuport 27
- R.A.F. S.E.5, B.E.2, B.E.12, F.E.2, F.E.8, R.E.7 a R.E.8
- Sopwith Baby, Camel, Dolphin, Pup, 1½ Strutter a Triplane
- SPAD S.VII a S.XIII
- Vickers F.B.5 Gunbus

Během války došlo k velkému technickému pokroku v konstrukci letadel i jejich výzbroje. Letadla tak dosahovala větších rychlostí i výšek a byla také stále lépe ovladatelná. Mohla tak útočit na pozemní cíle stejně dobře jako provádět letecký průzkum. S vynálezem synchronizovaného kulometu se stala mnohem nebezpečnější zbraní i pro nepřátelská letadla.

## Velitelé
- Generálmajor Sir David Henderson, 5. srpna 1918 – 22. listopadu 1914
- Major později podplukovník Frederick H. Sykes, 22. listopadu 1914 – 20. prosince 1914
- Generálmajor Sir David Henderson, 20. prosince 1914 – 19. srpna 1915
- Brigádní generál a později generálmajor H. M. Trenchard, 25. srpna 1915 – 3. ledna 1918
- Generálmajor J. M. Salmond, 18. ledna 1918 – 4. února 1919

## Sloučení
Generál Jan Smuts 17. srpna 1917 předložil zprávu o budoucnosti válečného letectva. Protože v ní předpokládal potenciální použití letectva k ničivým útokům na průmyslový a vojenský potenciál i města na území nepřítele, doporučoval založení nových samostatných leteckých sil na úrovni armády a námořnictva.
Tehdejší velitel Trenchard byl překvapivě proti vzniku nové složky ozbrojených sil.
Vždy tvrdil, že hlavním cílem letectva je vzdušná podpora jednotek armády a námořnictva a obával se, že nové letectvo nebude schopné plnit tuto úlohu na dostatečné výši. Měl také obavy o kariéru pilotů sloužících v RFC. Z důvodu vysokých požadavků na službu v letectvu byli mnozí piloti opotřebováni a neschopní dalších bojů. Pokud přišli k letectvu z pozemních jednotek, bylo možno je k nim vždy vrátit, když už se na létání necítili. Trenchard věděl, že v samostatném letectvu by nic takového nebylo možné. Avšak po zformování RAF mohlo dojít na západní frontě k nasazení i „nevyužitých“ pilotů a strojů námořnictva.
K vytvoření Royal Air Force došlo sloučením RFC a RNAS 1. dubna 1918. V té době bylo RAF největším letectvem na světě. Nově vytvořené letectvo podléhalo také novému Ministerstvu letectví. V roce 1919 mělo RAF okolo 4 000 bojových letadel a sloužilo v něm 114 000 lidí.

## Významní příslušníci RFC

### Vojáci
- Edward Mannock (Victoria Cross), letecké eso, nejvíce sestřelů ze všech pilotů Britského impéria
- Billy Bishop (VC), největší počet sestřelů z pilotů Commonwealthu
- James McCudden (VC), 57 sestřelů
- Albert Ball (VC), 44 sestřelů
- Hugh Dowding pozdější velitel RAF Fighter Command během Bitvy o Británii
- Air Marshal Sir Arthur Harris (Bombardér Harris) pozdější velitel RAF Bomber Command
- Trafford Leigh-Mallory pozdější velitel Fighter Command
- John Moore-Brabazon ministr letecké výroby ve vládě Winstona Churchilla
- Keith Park velitel 11. skupiny Fighter Command během bitvy o Británii
- Sir Charles Portal náčelník štábu vzdušných sil po většinu druhé světové války
- Henry Tizard, britský vědec a vynálezce, předseda Aeronautical Research Committee v letech 1933 – 1944
- Hugh Trenchard, velitel RFC a později náčelník štábu vzdušných sil

### Ostatní významné osobnosti
- O. G. S. Crawford archeolog
- Charles Galton Darwin, vnuk Charlese Darwina
- Jack Hobbs slavný hráč kriketu
- William Earl Johns, autor příběhů o Bigglesovi
- John Lennard-Jones, vědec
- Oswald Mosley, zakladatel Britské fašistické unie
- William Stephenson, během druhé světové války šéf britské tajné služby
- Francis Peabody Magoun držitel Válečného kříže (1918) a profesor na Harvardově univerzitě

### RFC v kultuře
- Biggles
- Pekelní andělé, film režiséra H. Hughese
- The Dawn Patrol, s Errolem Flynnem
- The Last Flight (Twilight Zone)
- Aces High film 1976